# Svor
Svor település Csehországban, Česká Lípa-i járásban. Svor Kytlice, Polevsko, Jiřetín pod Jedlovou, Mařenice, Nový Bor, Cvikov és Radvanec településekkel határos. Lakosainak száma 699 fő (2024. január 1.).

## Népesség
A település lakosságának változását az alábbi diagram mutatja:
| Lakosok száma | 1567 | 1753 | 1702 | 825  | 638  | 624  | 672  | 663  | 661  | 699  |
|               | 1869 | 1890 | 1921 | 1950 | 1980 | 2001 | 2017 | 2019 | 2022 | 2024 |